# Thomas Alva Edison
Thomas Alva Edison, ameriški podjetnik, znanstvenik, izumitelj, fizik, elektroinženir in matematik, * 11. februar 1847, Milan, Ohio, ZDA, † 18. oktober 1931, Glenmont, New Jersey, ZDA.

## Življenje in delo
Edison je eden najpomembnejših izumiteljev vseh časov, saj je patentiral več kot 1000 izumov, čeprav večine ni sam izdelal. Najbolj znana patenta sta fonograf, ki je predhodnik gramofona, in žarnica, ki jo uporabljamo še danes.
Edisonov oče je bil kanadski gostilničar, mati pa učiteljica. Mali Thomas je hodil v šolo samo tri mesece, ker pa je slabo slišal, pouku ni mogel dobro slediti in ga je doma poučevala mati. Že kot otrok je kazal veliko željo po znanju in si je doma zgradil kemijski laboratorij. Zelo zgodaj se je pri njem izoblikovala tudi poslovna spretnost. Ko mati ni mogla več prenašati smradu njegovega laboratorija, se je pri dvanajstih letih zaposlil. Denar za kemijske in električne poskuse je služil s prodajanjem časopisov na vlaku. Čas med postanki vlaka v Detroitu je preživljal v knjižnici, v praznem tovornem vagonu pa si je uredil tiskarno in kemijski laboratorij. Zaradi požara v laboratoriju mu niso več dovolili delati na vlaku. 
Takrat je bil čas telegrafije, ki je Edisona zelo zanimala. Ko je imel 15 let, je nenavaden dogodek za vedno spremenil njegovo življenje. Rešil je namreč življenje otroku, ki je padel z vlaka. V zahvalo ga je otrokov oče, visok funkcionar na železnici, naučil delati s telegrafom. Naslednjih šest let je delal kot telegrafist in v tem času ustvaril temelje za kasnejše izumiteljsko delo.
Leta 1868 je prijavil patent za električni števec volilnih glasov. Življenje potujočega telegrafista je bilo trdo in Edison se je otresel revščine šele s službo pri družbi Telegraph Company. Tu je začutil nov tip gospodarstva in razvil telegraf za posredovanje tečajnih vrednosti, nekakšen namizni teleprinter. Pri 23 letih je ustanovil samostojno družbo in postal samostojni izumitelj v New Yorku. 
Edison, že od otroštva navajen, da si pomaga sam, je bil nenavaden podjetnik. Če so mu šli posli dobro, je ves zaslužek takoj vložil v nakup naprav in gradnjo laboratorijev, če so šli slabo, pa je zastavil osebno premoženje, da je lahko delal naprej. Pogosto je imel velike dolgove in bil na robu finančnega propada. Leta 1876 se je preselil v novi raziskovalni laboratorij v mestu Menlo Park (New Jersey) in to je bil še en velik preobrat v njegovem življenju. Odtlej je nameraval živeti le še kot svobodni raziskovalec in izumitelj. V tem laboratoriju je razvil nekaj zelo pomembnih izumov: leta 1876 je začel telefon, ki ga je nedavno tega izdelal Alexander Graham Bell, prilagajati za uporabo na dolge razdalje, leta 1879 je razvil prvo uporabno žarnico z ogleno nitko in ji dal današnjo obliko. Kmalu po tem so začeli graditi elektrarne, v New Yorku pa uvajati električno razsvetljavo.
Edison je močno prispeval k prihodu električne dobe. Zagovarjal je enosmerni električni tok, Nikola Tesla, ameriški izumitelj srbskega rodu in njegov tekmec, pa je zagovarjal izmenični električni tok, zato sta ves čas skušala prepričati ljudi, da je tok, ki ga zagovarjata, boljši. Leta 1885 je George Westinghouse, lastnik Westinghouse Electric Company (električne družbe) iz Pittsburgha, kupil patentne pravice za Teslove diname in motorje na izmenični tok, in po hudi bitki z Edisonom je izmenični tok zmagal. Boj se je bil z vsemi sredstvi: Edison je, recimo, podpiral izvrševanje smrtne kazni z električnim stolom na izmenični tok, da dokaže, da je izmenični tok smrtno nevaren. Tesla pa je, da bi se izmenični tok bolj uveljavil, začel izumljati naprave na izmenični tok.

## Pomembni izumi
1869: TELEGRAF
Pri dvajsetih letih, ko je delal kot telegrafist, je izumil in patentiral telegraf za posredovanje tečajnih vrednosti, nekakšen namizni teleprinter.                  
1877: FONOGRAF
Fonograf je mehanska naprava za snemanje zvoka. Leta 1877 ga je izumil in poimenoval Thomas Alva Edison.
Četudi je bil od 12. leta skoraj popolnoma gluh, ga je raziskovanje zvoka zelo privlačilo. Nekoč je rekel, da mora biti človek gluh, če hoče slišati. Že pri razvoju telegrafa je opazil, da bralno pero ustvarja nihanje, podobno človeškemu glasu. To načelo je uporabil pri fonografu.
Fonograf je sestavljen iz valja z utori. Edison je pri prvem fonografu uporabil parafinski papir, ker je bilo v parafin zelo lahko vrezovati črte. Ko se valj z zarezanim papirjem vrti, posebno pero sledi rezom in začne nihati. Če pero povežemo z membrano, ta zaniha in povzroči akustične signale. Snemanje zvoka poteka nasprotno. Membrana ob človeškem govoru ali ob drugih zvokih zaniha. Povezana je s peresom, ki skladno z nihanjem membrane tudi samo niha in v parafinski papir zarezuje sled, ki ustreza dolžini tona.
Prvi znani zvočni zapis na fonografu še obstaja. Edison je svojo recitacijo otroške pesmice Mary had a little Lamb posnel na voščeni valj.

## Navadna žarnica
Navadno žarnico je izumil Joseph Swan, Thomas Alva Edison pa jo je patentiral in začel množično proizvajati pred več kot sto leti. Njena temeljna zgradba je vse do danes ostala enaka. V evakuirani stekleni bučki je tanka kovinska nitka; ko skoznjo teče električni tok, se segreva, pri približno 2500 °C pa zažari. Emitirana svetloba žarnice ima zvezni spekter, podobno kot dnevna svetloba. Izdelava 100-vatne žarnice ni draga, vendar ima slab izkoristek (samo 10 %) in kratko življenjsko dobo (okrog 1000 ur).
- [[Media:|Edisonov govor o žarnici]] ([[:Slika:|o datoteki]])
  - 
Videoizrezek govora Thomasa Edisona o izumu žarnice, pozna 1920. V angleščini.
- Imate težave s predvajanjem? Na razpolago je pomoč za predstavnostno gradivo.

## Filmska kamera
Leta 1891 je Edison v novem laboratoriju v West Orangeu izumil filmsko kamero. Film je predvajal tako, da je posnetke na filmskem traku v hitrem zaporedju projeciral na platno. Filmski trak so zobata kolesca potiskala mimo utripajočega svetlobnega žarka. Ta je pri vsakem posnetku posvetil, tako da so gledalci videli sliko na zaslonu. Na ta način je leta 1895 posnel film »Napad na vlak«, ki je bil prvi film z vsebino. Slednji je tudi njegov najspektakularnejši izum. 

## Ostali izumi
Edison se je vedno vračal tudi k svoji otroški ljubezni – kemiji. Genialen izraz njegovega razumevanja elektrike in kemije je bil izum nikelj – železovega akumulatorja. Edison je ustvaril še veliko zanimivih in uporabnih reči, med drugim vrtljivo peč za proizvodnjo cementa, varno rudarsko svetilko in postopek za pridobivanje gume iz domače rastline, zlate rozge.

## Zaključek
Thomas Alva Edison je bil resnično genialen izumitelj, ki je do svojih izumov prišel sam, skoraj brez formalne izobrazbe. Imel je tudi poslovno žilico in je znal svoje izume unovčiti. Današnjega sveta si brez njegovih izumov ne moremo predstavljati.